# Copa de les Ciutats en Fires 1966-67
La Copa de les Ciutats en Fires 1966-67 fou la novena edició de la Copa de les Ciutats en Fires disputada la temporada 1966-67. La competició fou vençuda pel NK Dinamo Zagreb a dos partits contra el Leeds United. Per primer cop en la història de la competició, no es disputaren partits de desempat. Si els dos clubs quedaven empatats el vencedor es decidia per la regla del valor doble dels gols en camp contrari o pel llançament d'una moneda, després de la pròrroga. El Dinamo fou beneficiat per aquesta nova regla.

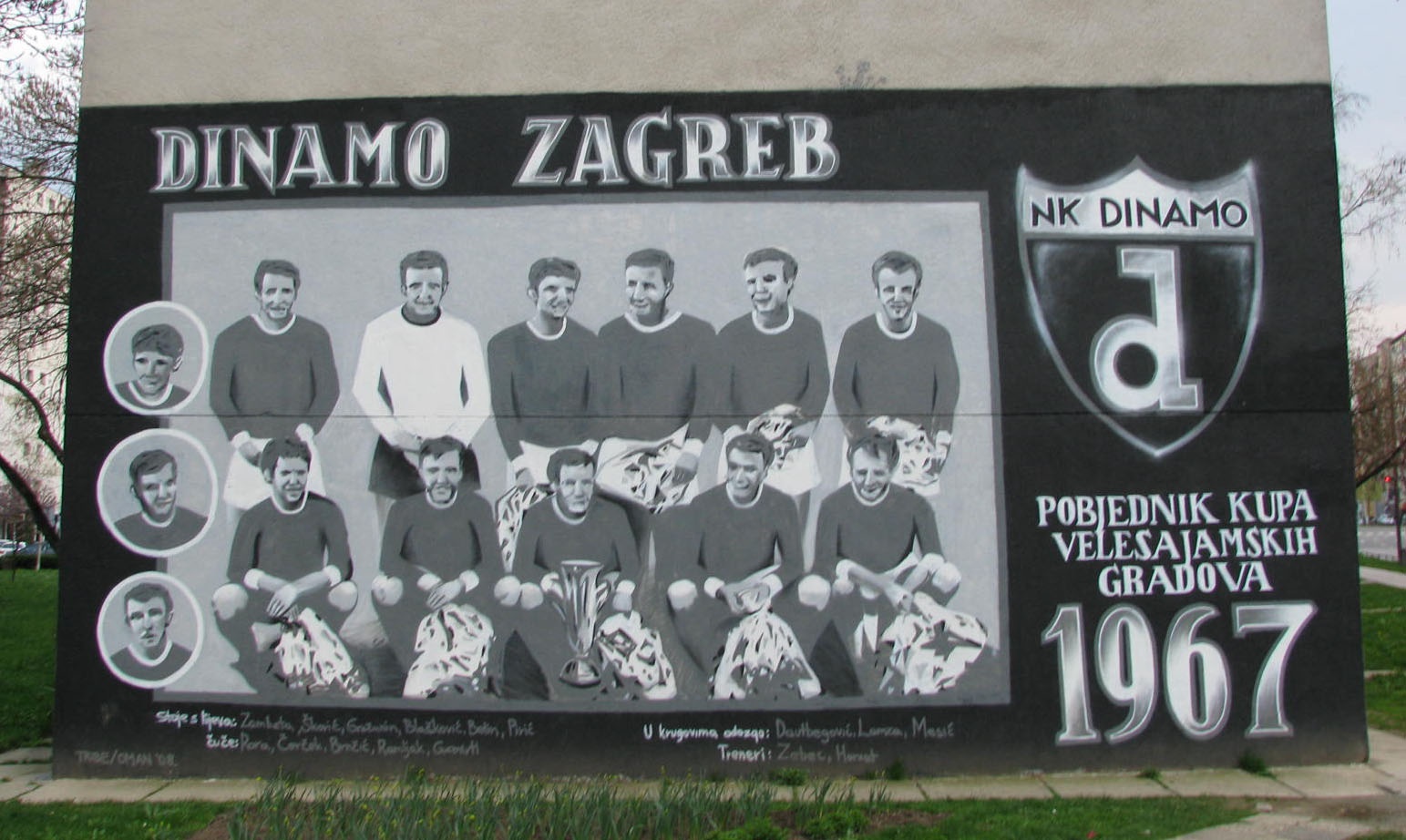
Graffiti a Zagreb commemorant la victòria del Dinamo Zagreb a la Copa de Fires 1966–67.

## Primera Ronda
| Equip #1         | Agr.       | Equip #2                  | Anada | Tornada    |
| ---------------- | ---------- | ------------------------- | ----- | ---------- |
| Drumcondra FC    | 1 - 8      | Eintracht Frankfurt       | 0 - 2 | 1 - 6      |
| OGC Nice         | 3 - 4      | Örgryte IS                | 2 - 2 | 1 - 2      |
| NK Olimpija      | 3 - 6      | Ferencvárosi TC           | 3 - 3 | 0 - 3      |
| VfB Stuttgart    | 1 - 3      | Burnley FC                | 1 - 1 | 0 - 2      |
| Wiener Sportclub | 2 - 5      | SSC Napoli                | 1 - 2 | 1 - 3      |
| Aris FC          | 0 - 7      | Juventus FC               | 0 - 2 | 0 - 5      |
| Dinamo Pitesti   | 4 - 2      | Sevilla FC                | 2 - 0 | 2 - 2      |
| Frigg Oslo F.K.  | 2 - 6      | Dunfermline Athletic F.C. | 1 - 3 | 1 - 3      |
| Spartak Brno     | 2 - 2(c/c) | NK Dinamo Zagreb          | 2 - 0 | 0 - 2(pr.) |
| Göztepe A.Ş.     | 2 - 5      | Bologna FC                | 1 - 2 | 1 - 3      |
| DOS Utrecht      | 4 - 3      | FC Basel                  | 2 - 1 | 2 - 2      |
| 1. FC Nürnberg   | 1 - 4      | València CF               | 1 - 2 | 0 - 2      |
| Estrella Roja    | 5 - 2      | Athletic Bilbao           | 5 - 0 | 0 - 2      |
| Djurgårdens IF   | 2 - 5      | 1. FC Lokomotive Leipzig  | 1 - 3 | 1 - 2      |
| US Luxemburg     | 0 - 2      | R. Antwerp F.C.           | 0 - 1 | 0 - 1      |
| FC Porto         | 3 - 3(c/c) | FC Girondins de Bordeaux  | 2 - 1 | 1 - 2(pr.) |

## Segona Ronda
| Equip #1                  | Agr.      | Equip #2                 | Anada | Tornada |
| ------------------------- | --------- | ------------------------ | ----- | ------- |
| Eintracht Frankfurt       | 7 - 3     | Hvidovre IF              | 5 - 1 | 2 - 2   |
| Örgryte IS                | 1 - 7     | Ferencvárosi TC          | 0 - 0 | 1 - 7   |
| Lausanne Sports           | 1 - 8     | Burnley FC               | 1 - 3 | 0 - 5   |
| B1909                     | 2 - 6     | SSC Napoli               | 1 - 4 | 1 - 2   |
| Juventus FC               | 5 - 1     | Vitória FC               | 3 - 1 | 2 - 0   |
| FC Barcelona              | 1 - 4     | Dundee United            | 1 - 2 | 0 - 2   |
| Toulouse FC               | 4 - 5     | Dinamo Pitesti           | 3 - 0 | 1 - 5   |
| Dunfermline Athletic F.C. | 4 - 4(c.) | NK Dinamo Zagreb         | 4 - 2 | 0 - 2   |
| TJ Sparta Praha           | 3 - 4     | Bologna FC               | 2 - 2 | 1 - 2   |
| DOS Utrecht               | 3 - 6     | West Bromwich Albion FC  | 1 - 1 | 2 - 5   |
| DWS                       | 2 - 8     | Leeds United             | 1 - 3 | 1 - 5   |
| València CF               | 3 - 1     | Estrella Roja            | 1 - 0 | 2 - 1   |
| 1. FC Lokomotive Leipzig  | 2 - 1     | RFC Liegeois             | 0 - 0 | 2 - 1   |
| FC Spartak Plovdiv        | 1 - 4     | SL Benfica               | 1 - 1 | 0 - 3   |
| R. Antwerp F.C.           | 2 - 8     | Kilmarnock F.C.          | 0 - 1 | 2 - 7   |
| K.A.A. Gent               | 1 - 0     | FC Girondins de Bordeaux | 1 - 0 | 0 - 0   |

## Tercera Ronda
| Equip #1                 | Agr.  | Equip #2                | Anada | Tornada    |
| ------------------------ | ----- | ----------------------- | ----- | ---------- |
| Eintracht Frankfurt      | 5 - 3 | Ferencvárosi TC         | 4 - 1 | 1 - 2      |
| Burnley FC               | 3 - 0 | SSC Napoli              | 3 - 0 | 0 - 0      |
| Juventus FC              | 3 - 1 | Dundee United           | 3 - 0 | 0 - 1      |
| Dinamo Pitesti           | 0 - 1 | NK Dinamo Zagreb        | 0 - 1 | 0 - 0      |
| Bologna FC               | 6 - 1 | West Bromwich Albion FC | 3 - 0 | 3 - 1      |
| Leeds United             | 3 - 1 | València CF             | 1 - 1 | 2 - 0      |
| 1. FC Lokomotive Leipzig | 4 - 3 | SL Benfica              | 3 - 1 | 1 - 2      |
| Kilmarnock F.C.          | 3 - 1 | K.A.A. Gent             | 1 - 0 | 2 - 1(pr.) |

## Quarts de final
| Equip #1                 | Agr.       | Equip #2         | Anada | Tornada    |
| ------------------------ | ---------- | ---------------- | ----- | ---------- |
| Eintracht Frankfurt      | 3 - 2      | Burnley FC       | 1 - 1 | 2 - 1      |
| Juventus FC              | 2 - 5      | NK Dinamo Zagreb | 2 - 2 | 0 - 3      |
| Bologna FC               | 1 - 1(c/c) | Leeds United     | 1 - 0 | 0 - 1(pr.) |
| 1. FC Lokomotive Leipzig | 1 - 2      | Kilmarnock F.C.  | 1 - 0 | 0 - 2      |

## Semifinals
| Equip #1            | Agr.  | Equip #2         | Anada | Tornada    |
| ------------------- | ----- | ---------------- | ----- | ---------- |
| Eintracht Frankfurt | 3 - 4 | NK Dinamo Zagreb | 3 - 0 | 0 - 4(pr.) |
| Leeds United        | 4 - 2 | Kilmarnock F.C.  | 4 - 2 | 0 - 0      |

## Final
| Equip #1         | Agr.  | Equip #2     | Anada | Tornada |
| ---------------- | ----- | ------------ | ----- | ------- |
| NK Dinamo Zagreb | 2 - 0 | Leeds United | 2 - 0 | 0 - 0   |

| Campió de la Copa de les Ciutats en Fires 1966-67 |
| ------------------------------------------------- |
| NK Dinamo Zagreb Primer títol                     |